# Манаджі Рао Гайквад
Манаджі Рао Гайквад (1751 — 27 липня 1793) — магараджа Вадодари.